# Баттербі (мис)
65°51′0″ пд. ш. 53°48′0″ сх. д. / 65.85000° пд. ш. 53.80000° сх. д.
Мис Баттербі - це невеличка скеляста точка на узбережжі, самий північний мис Землі Ендербі . Він розташований 92 км на північ від гори Елкінс .

## Відкриття та найменування
Мис Баттербі був відкритий БАНЗАРЕ (1929–31) 13 січня 1930 року. Названий сером Дугласом Моусоном на честь сера Генрі Фагга Баттербі, помічника секретаря Управління домініонів, Лондон, під час експедиції. 

## Важлива зона для птахів
151 Га-ділянка, що складається з мису, сусіднього морського острова та проміжного морського льоду, визначена BirdLife International як Важлива зона для птахів (IBA), оскільки вона підтримує близько 31 000 пар гніздових пінгвінів Аделі (за оцінками супутникових зображень 2011 року). 

## Дивитися також
- Історія Антарктиди
- Список антарктичних експедицій

## Зовнішні посилання
- Австралійський антарктичний відділ
- Австралійський антарктичний вісник
- Науковий комітет з антарктичних досліджень (SCAR)
- PDF-карта австралійської антарктичної території
- Геологічна служба США, Інформаційна система географічних назв (GNIS) [Архівовано 25 липня 2008 у Wayback Machine.]